# Casa-fàbrica Vilarasau
|  | No s'ha de confondre amb Casa Francesc Vilarassau. |

La casa-fàbrica Vilarasau és un edifici situat al carrer de la Blanqueria, 12 de Barcelona, catalogat com a bé cultural d'interès local.

## Història
Probablement construït al segle xvi, a mitjans del segle xix era propietat del blanquer Jaume Vilarasau (o Viladesau) i Ros, que hi tenia una adoberia. El 1870, va establir amb els seus fills Jaume i Antoni Vilarasau i Creus la societat Jaume Vilarasau i Fills, amb un capital de 10.000 duros, dels quals ell aportava 7.000, i que es degué dissoldre a la seva mort el 1878. La finca va ser heretada per Jaume Vilarasau i Creus, i a finals de segle, hi havia la fàbrica de corretges i adobament de Leandre Mateu i Masdeu.

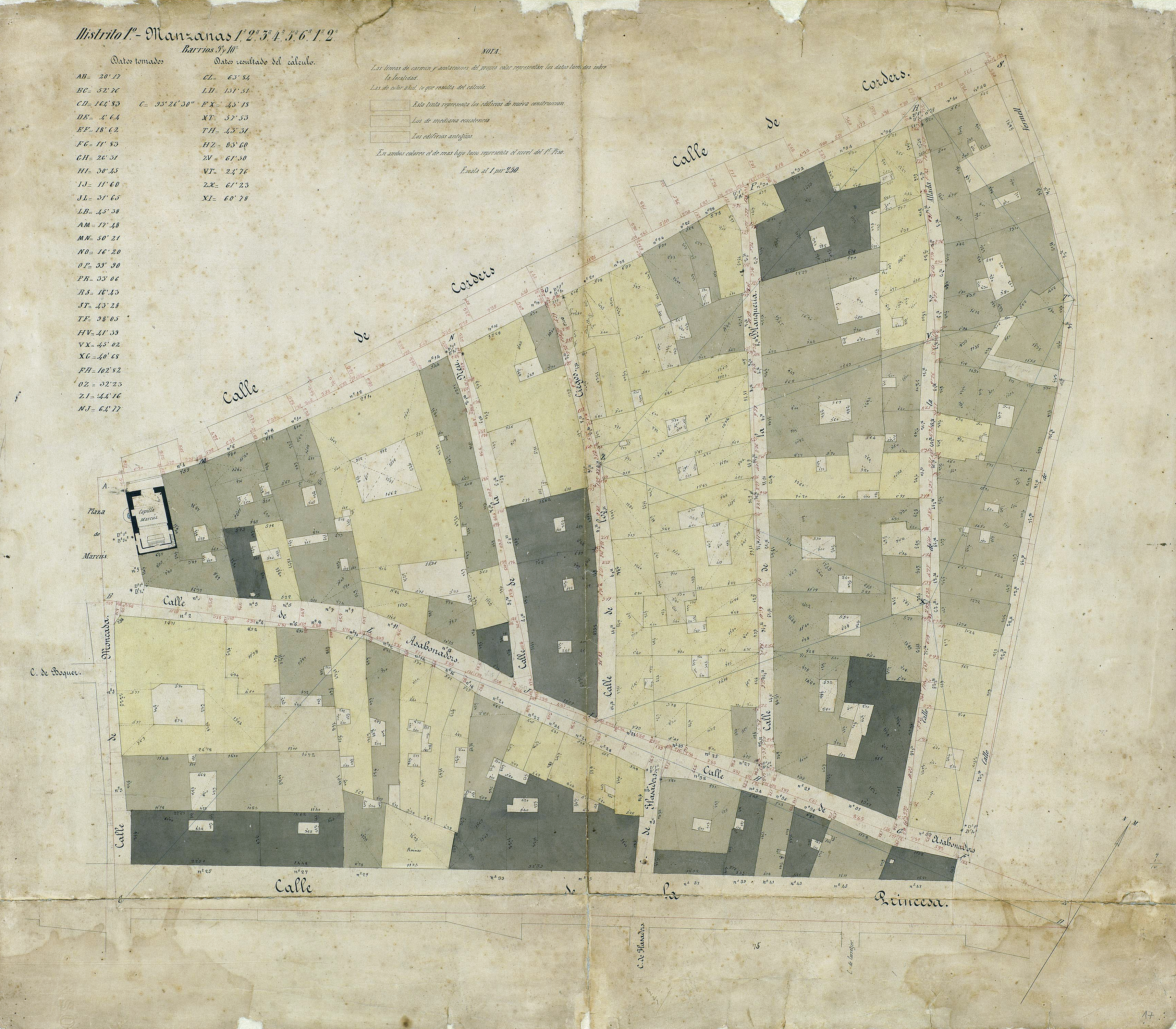
Quarteró núm. 17 de Garriga i Roca (c. 1860)

## Descripció
Edifici de baixos, pis principal i quatre pisos més sobre una parcel·la estreta. A la planta baixa hi ha un portal d'arc de mig punt adovellat, així com una altra obertura rectangular de dimensions més reduïdes, que duu a l'escala de veïns. A cada pis hi ha tan sols un balcó, essent el del principal més gran, amb baranes de ferro forjat amb barrots helicoïdals i llosanes de ceràmica d'amplada decreixent amb l'alçada.
El coronament té una cornisa plana, i el parament és de carreus petits a les primeres plantes.